# Anton Ignaz Melling

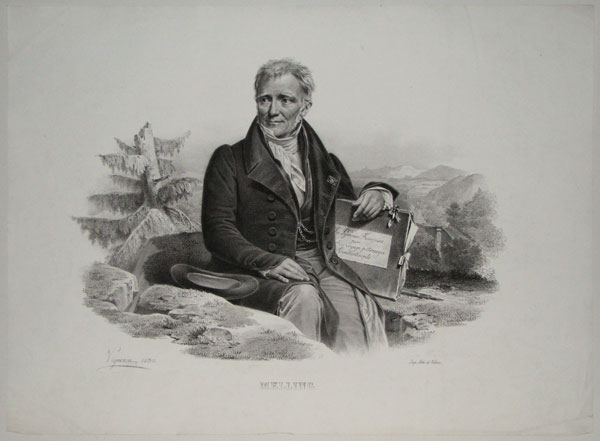
Pierre Roch Vigneron, Porträt von Melling, 1830

Anton Ignaz Melling, auch Antoine-Ignace Melling, (* 27. April 1763 in Karlsruhe; † 25. August 1831 in Paris) war ein deutsch-französischer Maler, Zeichner, Architekt, Landschaftsarchitekt und Innendekorateur. Bekannt ist er für seinen Veduten von Istanbul, wo er 18 Jahre lebte. Sein einflussreichstes Werk wurde veröffentlicht als Voyage pittoresque de Constantinople et des rives du Bosphore. Er war außerdem Hofarchitekt von Sultan Selim III. und dessen Halbschwester Hatice Sultan.

## Leben

### Kindheit, Jugend und Lehrjahre
Melling  wurde 1763 in Karlsruhe als Sohn des Hofbildhauers und Schreiners Christophe Melling geboren. Melling begann eine Ausbildung bei seinem Vater und lernte nach dessen Tod an der Zeichenschule seines Onkels Joseph Melling in Straßburg. Vermutlich belegte er ab 1781 Kurse in Mathematik und Architektur an der k.k. Musterhauptschule in Klagenfurt, wo sein älterer Bruder Jean-Joseph Melling unterrichtete. Im Alter von 19 Jahren reiste er nach Italien, Ägypten und 1784 schließlich im Gefolge des russischen Botschafters nach Konstantinopel, wo er Bilder für verschiedene Würdenträger zeichnen wollte. Im Haus des dänischen Geschäftsträgers Friedrich Hübsch, für dessen Villa Melling die Gartenanlage entwarf, wurde er der osmanischen Prinzessin Hatice Sultan vorgestellt, einer Schwester von Sultan Selim III. Mit ihr soll er auch eine Beziehung gehabt haben.

### Architekt in Istanbul

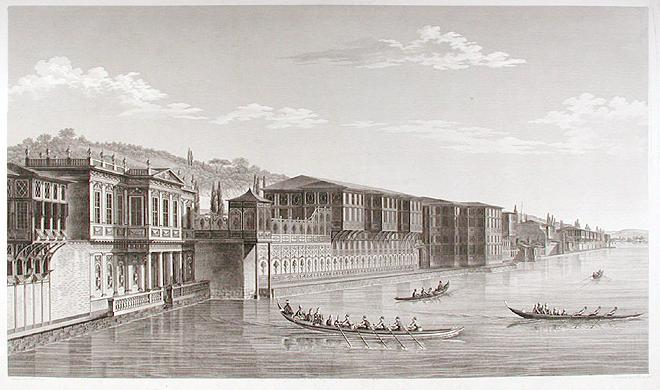
Melling, Palast von Hatice Sultan, Radierung, um 1800

Auf Hatice Sultans Vorschlag hin wurde Melling von Selim III. als Hofarchitekt eingestellt. Im Jahr 1795 beauftragte die Prinzessin Melling mit der Erstellung eines Labyrinths für ihren Palast in Ortaköy, den sie im Garten von Hübschs Villa gesehen hatte. Begeistert von dem Ergebnis bat sie Melling, das Innere ihres Palastes in Defterdarburnu neu zu dekorieren und beauftragte ihn schließlich mit dem Bau eines zweistöckigen Yalı mit großzügiger Gartenanlage im neoklassizistischen Stil. Er entwarf auch Kleidung und Schmuck für sie.
Mellings achtzehn Jahre als Architekt des Sultans ermöglichten ihm einen tiefen Einblick in das höfische Leben. Er galt als enger Vertrauter des osmanischen Palasts und machte viele detaillierte Zeichnungen der Paläste des Sultans, der osmanischen Gesellschaft und zeichnete viele Stadtansichten von Istanbul und seiner Umgebung. Als Architekt überwachte Melling die Erweiterung des Palastes des Sultans in Beşiktaş und konzipierte eine Galerie, einen Pavillon (Köşk) und die Uferpromenade am Bosporus. Um 1800 sollte er einen weiteren Palast an der Spitze des bestehenden Saray bauen, fiel aber, vermutlich in Folge des französischen Ägyptenfeldzugs von Napoleon I., in Ungnade und wurde entlassen.

### Aufenthalt in Paris
Melling ging 1803 nach Paris und veröffentlichte dort seine Zeichnungen und Radierungen unter dem Titel Voyage pittoresque de Constantinople et des rives du Bosphore zusammen mit dem Stecher François-Denis Née und den Verlegern Treuttel et Würtz. Mit Hilfe von Talleyrand wurde Melling zum Landschaftsmaler der französischen Kaiserin Joséphine. Im Jahr 1809 hatte er sich ein Druckatelier eingerichtet, um fertige Bilder seiner Zeichnungen zu reproduzieren. Zwischen 1809 und 1819 wurde eine Reihe von Faksimiles an Abonnenten verschickt.

### Späte Reisen
Seine Reise in die Niederlande im Jahr 1812 bezeugen zahlreiche Zeichnungen und Briefe an seine Familie. Im Jahr 1815 reiste er mit seiner Tochter umher, zeichnete die Hauptstädte aller französischen Départements und besuchte 1817 Großbritannien.
Nach 1821 wurde er von der französischen Regierung beauftragt, die Pyrenäen zu dokumentieren und zu demonstrieren, dass „ihre natürliche Schönheit mit jener der Alpen konkurrieren“ könne. Es entstanden 72 feine Aquatinta-Grafiken, basierend auf Sepia-Aquarellen, die zwischen 1826 und 1830 als Voyage Pittoresque dans les Pyrénées Françaises et les Départements Adjacents bei Treuttel et Würtz erschienen.
Melling starb 1831 in Paris.

## Rezeption
Der türkische Schriftsteller und Nobelpreisgewinner Orhan Pamuk widmet Melling in seinen Memoiren Istanbul – Erinnerung an eine Stadt ein ganzes Kapitel. Pamuk behauptet, Melling habe die Stadt wie ein Istanbuler betrachtet, jedoch wie ein Abendländer gemalt.

## Auszeichnungen
Im Jahr 1825 wurde Melling zum Ritter der Ehrenlegion ernannt.

## Veröffentlichungen
- Voyage pittoresque de Constantinople et des rives du Bosphore. Didot, Paris u. a. 1819, Textband und Bildband.
- Voyage Pittoresque dans les Pyrénées Françaises et les Départements Adjacents.
- Antoine Ignace Melling: Lettres de Hollande et des villes anséatiques/Brieven uit Holland en de Hanzesteden. Hrsg.: Cornelis Boschma. Fondation Custodia/Waanders, Paris/Zwolle 1997, ISBN 90-400-9873-5 (französisch, niederländisch).